# ولسوالی گیرو
ولسوالی گیرو یکی از ۱۹ ولسوالی ولایت غزنی، به مرکزیت شهرک پانا در جنوب خاوری افغانستان است. گیرو ۸۱۷ کیلومترمربع مساحت و جمعیت آن در سال ۱۳۹۹ حدود ۴۱٬۳۱۹ نفر می‌باشد.

## جغرافیا
این ولسوالی از شمال به ولسوالی اندرمیری، از شمال باختری به ولسوالی قره‌باغ، از جنوب خاوری به ولایت پکتیکا و از جنوب باختری به ولسوالی آب‌بند هم‌مرز است.
| ژ                                                   | ف       | م        | آ       | م       | ژ       | ژ       | آ       | س       | اُ       | ن        | د       |
| ۲۷ ۴ ۱۰−                                            | ۹۳ ۶ ۶− | ۸۳ ۲۲ ۱− | ۷۷ ۳۳ ۶ | ۷ ۴۲ ۱۲ | ۴ ۴۶ ۱۴ | ۲ ۴۶ ۱۷ | ۹ ۴۳ ۱۶ | ۹ ۴۱ ۱۳ | ۲۶ ۳۳ ۶ | ۱۹ ۲۲ ۱− | ۸ ۱۰ ۵− |
| میانگین بالاترین و پایین‌ترین دما به مقیاس سانتیگراد |         |          |         |         |         |         |         |         |         |          |         |
| بارندگی به مقیاس میلی‌متر                            |         |          |         |         |         |         |         |         |         |          |         |
| منبع: Climate-Data.org                              |         |          |         |         |         |         |         |         |         |          |         |

| مقیاس فارنهایت و اینچ                              | مقیاس فارنهایت و اینچ | مقیاس فارنهایت و اینچ | مقیاس فارنهایت و اینچ | مقیاس فارنهایت و اینچ | مقیاس فارنهایت و اینچ | مقیاس فارنهایت و اینچ | مقیاس فارنهایت و اینچ | مقیاس فارنهایت و اینچ | مقیاس فارنهایت و اینچ | مقیاس فارنهایت و اینچ | مقیاس فارنهایت و اینچ |
| -------------------------------------------------- | --------------------- | --------------------- | --------------------- | --------------------- | --------------------- | --------------------- | --------------------- | --------------------- | --------------------- | --------------------- | --------------------- |
| ژ                                                  | ف                     | م                     | آ                     | م                     | ژ                     | ژ                     | آ                     | س                     | اُ                     | ن                     | د                     |
| ۱٫۱ ۳۹۱۴                                           | ۳٫۷ ۴۳۲۱              | ۳٫۳ ۷۲۳۰              | ۳ ۹۱۴۳                | ۰٫۳ ۱۰۸۵۴             | ۰٫۲ ۱۱۵۵۷             | ۰٫۱ ۱۱۵۶۳             | ۰٫۴ ۱۰۹۶۱             | ۰٫۴ ۱۰۶۵۵             | ۱ ۹۱۴۳                | ۰٫۷ ۷۲۳۰              | ۰٫۳ ۵۰۲۳              |
| میانگین بالاترین و پایین‌ترین دما به مقیاس فارنهایت |                       |                       |                       |                       |                       |                       |                       |                       |                       |                       |                       |
| بارندگی به مقیاس اینچ                              |                       |                       |                       |                       |                       |                       |                       |                       |                       |                       |                       |

| ژ                                                   | ف       | م        | آ       | م       | ژ       | ژ       | آ       | س       | اُ       | ن        | د       |
| ۲۷ ۴ ۱۰−                                            | ۹۳ ۶ ۶− | ۸۳ ۲۲ ۱− | ۷۷ ۳۳ ۶ | ۷ ۴۲ ۱۲ | ۴ ۴۶ ۱۴ | ۲ ۴۶ ۱۷ | ۹ ۴۳ ۱۶ | ۹ ۴۱ ۱۳ | ۲۶ ۳۳ ۶ | ۱۹ ۲۲ ۱− | ۸ ۱۰ ۵− |
| میانگین بالاترین و پایین‌ترین دما به مقیاس سانتیگراد |         |          |         |         |         |         |         |         |         |          |         |
| بارندگی به مقیاس میلی‌متر                            |         |          |         |         |         |         |         |         |         |          |         |
| منبع: Climate-Data.org                              |         |          |         |         |         |         |         |         |         |          |         |

| مقیاس فارنهایت و اینچ                              | مقیاس فارنهایت و اینچ | مقیاس فارنهایت و اینچ | مقیاس فارنهایت و اینچ | مقیاس فارنهایت و اینچ | مقیاس فارنهایت و اینچ | مقیاس فارنهایت و اینچ | مقیاس فارنهایت و اینچ | مقیاس فارنهایت و اینچ | مقیاس فارنهایت و اینچ | مقیاس فارنهایت و اینچ | مقیاس فارنهایت و اینچ |
| -------------------------------------------------- | --------------------- | --------------------- | --------------------- | --------------------- | --------------------- | --------------------- | --------------------- | --------------------- | --------------------- | --------------------- | --------------------- |
| ژ                                                  | ف                     | م                     | آ                     | م                     | ژ                     | ژ                     | آ                     | س                     | اُ                     | ن                     | د                     |
| ۱٫۱ ۳۹۱۴                                           | ۳٫۷ ۴۳۲۱              | ۳٫۳ ۷۲۳۰              | ۳ ۹۱۴۳                | ۰٫۳ ۱۰۸۵۴             | ۰٫۲ ۱۱۵۵۷             | ۰٫۱ ۱۱۵۶۳             | ۰٫۴ ۱۰۹۶۱             | ۰٫۴ ۱۰۶۵۵             | ۱ ۹۱۴۳                | ۰٫۷ ۷۲۳۰              | ۰٫۳ ۵۰۲۳              |
| میانگین بالاترین و پایین‌ترین دما به مقیاس فارنهایت |                       |                       |                       |                       |                       |                       |                       |                       |                       |                       |                       |
| بارندگی به مقیاس اینچ                              |                       |                       |                       |                       |                       |                       |                       |                       |                       |                       |                       |